# De Moeren
De Moeren (nizozemsky) nebo Les Moëres (francouzsky) byla původně bažinatá oblast, jejím vysušením vznikl dnešní region Westhoek. Ten je politicky rozdělen mezi Francii a Belgii. K rozdělení mezi Francii a Habsburskou monarchii došlo na základě utrechtské smlouvy z roku 1713.
V oblasti žili Galové nazývaní "Morini", pravděpodobně právě oni propůjčili oblasti jméno.

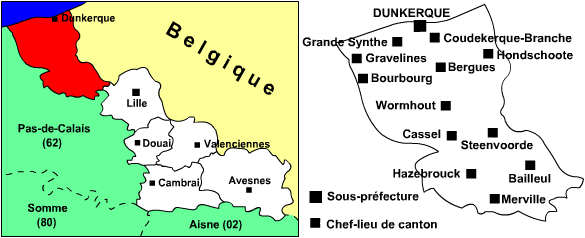
Oblast severní Dunkerk

Mapa oblasti Westhoek

Zhruba od 8. století byla oblast bažinatá, neboť byla mírně pod úrovní hladiny moře. V roce 1617 ji vysušil vlámský renesanční architekt, inženýr, malíř, sběratel, numismatik a ekonom Wenceslas Cobergher na příkaz rakouského arcivévody a nizozemského guvernéra Albrechta VII. Habsburského a jeho manželky Isabely Klára Evženie Španělské. Projekt byl dokončen v roce 1627.
Dnes sdílejí území a jeho název dvě obce:
- Les Moëres (Francie)
- De Moeren (Belgie)

- Belgický Westhoek – včetně včetně západovlámských obvodů Diksmuide, Ypres a Veurne včetně měst Veurne, Poperinge, Wervik, Ypres, De Panne, Langemark-Poelkapelle, Diksmuide a Koekelare. Tři belgické pobřežní obce De Panne, Koksijde a Nieuwpoort jsou však často považovány za samostatný region známý jako belgické nebo vlámské západní pobřeží (Westkust).

- Francouzský Westhoek – zhruba okres Dunkerk, včetně měst Dunkerk, Gravelines a Hazebrouck, které jsou součástí větší oblasti známé jako Francouzské Flandry.

Mimo nizozemské zdroje název Westhoek někdy odkazuje pouze na francouzský Westhoek.